# Emoia montana
Emoia montana — вид сцинкоподібних ящірок родини сцинкових (Scincidae). Ендемік Папуа Нової Гвінеї.

## Поширення і екологія
Emoia montana мешкають в горах Бісмарка на сході центральної Нової Гвінеї, в басейні річки Байєр на території провінції Західний Гайлендс. Вони живуть у вологих гірських тропічних лісах. Зустрічаються на висоті від 1400 до 1500 м над рівнем моря.